# Largs
Largs ist eine Kleinstadt mit etwa 11.340 Einwohnern am Firth of Clyde in North Ayrshire, Schottland. Der Name Largs leitet sich vom schottischen Gälisch Na Leargaidh Ghallda – die Hänge (the slopes) ab.
Es existiert eine Fährverbindung zur Insel Great Cumbrae.

## Geschichte

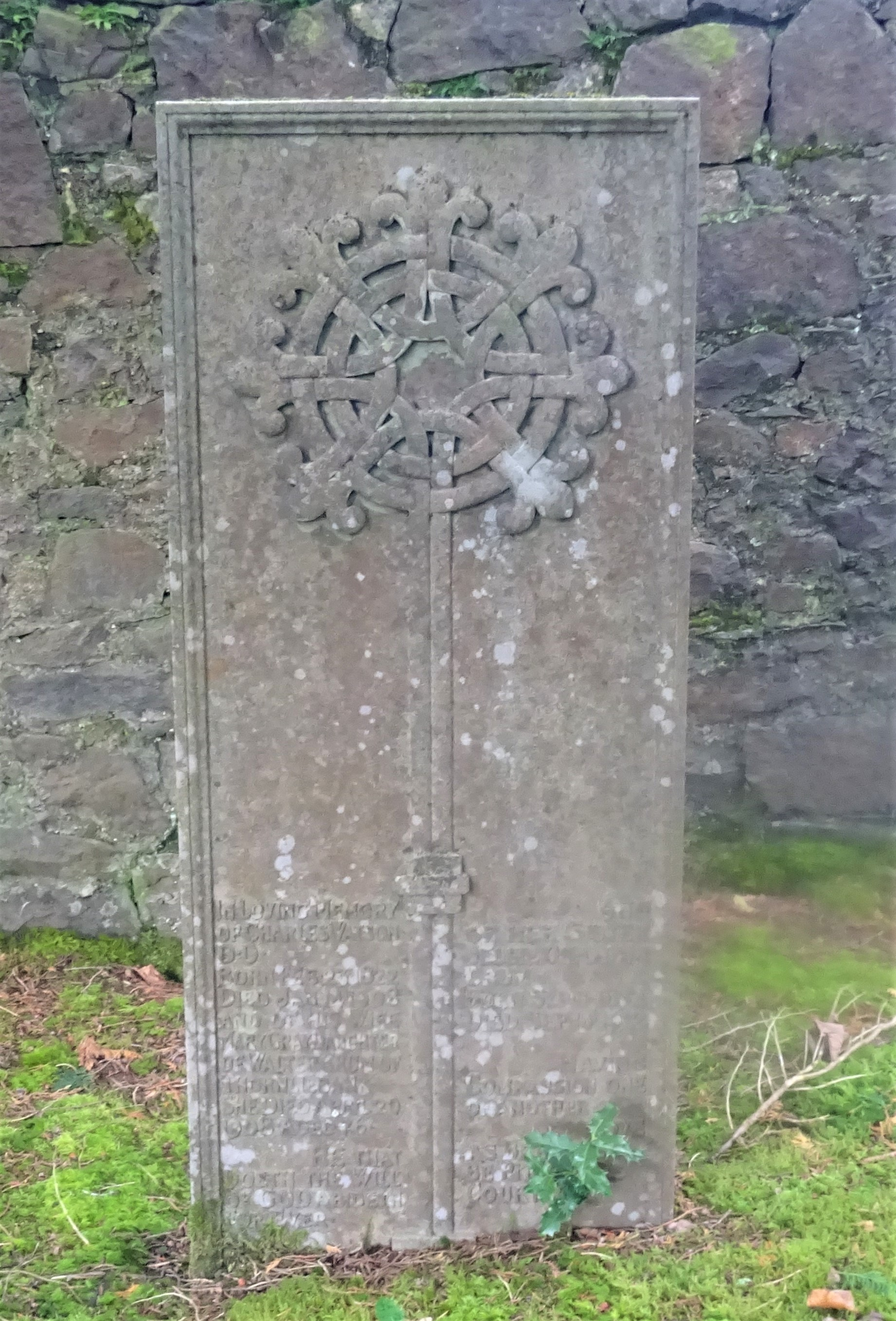
Grabstein im Cross-slabStil auf dem Friedhof von Largs

1263 fand hier die Schlacht von Largs zwischen Norwegen unter König Håkon IV. und Schottland unter Alexander III. statt. Die Schlacht endete unentschieden, zur Erinnerung daran gibt es das Vinkingar Zentrum. Die Schiffe Håkons mussten wegen des einsetzenden Winters zurück. Der norwegische König starb auf Orkney. Im Frieden von Perth verkaufte Norwegen 1266 seine Besitzungen (außer Orkney) an Schottland.

## Einzelnachweis
1. ↑  Zensus 2011